# Dactylopsila
Genre
Les Dactylopsiles ( Dactylopsila) forment un genre qui regroupe plusieurs espèces de marsupiaux de la famille des Petauridae. Ce sont des phalangers nains, appelés aussi en français phalangers à pelage rayé ou trioks. Pour les australiens ils font partie des « possums ».

## Noms vernaculaires et noms scientifiques correspondants
Liste alphabétique des noms vernaculaires attestés en français.

Note : certaines espèces ont plusieurs noms et, les classifications évoluant encore, certains noms scientifiques ont peut-être un autre synonyme valide.
- Écureuil marsupial à 3 bandes - Dactylopsila trivirgata[1]
- Phalanger au pelage rayé - voir Écureuil marsupial à 3 bandes[2]
- Phalanger au pelage rayé des iles Fergusson - Dactylopsila tatei[2]
- Triok à longue queue - Dactylopsila megalura[2]
- Triok à longs doigts - Dactylopsila palpator[2]

## Liste des espèces et sous-espèces
Selon Mammal Species of the World (version 3, 2005)  (1 févr. 2011) :
- Dactylopsila megalura
- Dactylopsila palpator
- Dactylopsila tatei
- Dactylopsila trivirgata
  - sous-espèce Dactylopsila trivirgata kataui
  - sous-espèce Dactylopsila trivirgata melampus
  - sous-espèce Dactylopsila trivirgata picata
  - sous-espèce Dactylopsila trivirgata trivirgata

Selon NCBI (1 févr. 2011) :
- Dactylopsila palpator
- Dactylopsila trivirgata

Selon ITIS (1 févr. 2011) :
- Dactylopsila megalura Rothschild & Dollman, 1932
- Dactylopsila palpator Milne-Edwards, 1888
- Dactylopsila tatei Laurie, 1952
- Dactylopsila trivirgata Gray, 1858